# Lagauya
Lagauya es una localidad peruana ubicada en el distrito de Cajatambo, perteneciente a la provincia homónima del departamento de Lima, al centro oeste del Perú. 

## Ubicación
Lagauya se ubica al norte de la provincia de Cajatambo, en el distrito de Cajatambo, en el departamento de Lima.

## Demografía
En 2017 Lagauya tenía una población de 1 habitante.
| Gráfica de evolución demográfica de Lagauya entre 1993 y 2017 |
|                                                               |
| Fuentes: Población 1993 y 2017                                |